# アニャーナ・カーラブラ
アニャーナ・カーラブラ（イタリア語: Agnana Calabra）は、イタリア共和国カラブリア州レッジョ・カラブリア県にある、人口約500人の基礎自治体（コムーネ）。

## 地理

### 位置・広がり

#### 隣接コムーネ
隣接するコムーネは以下の通り。
- カーノロ
- ジェラーチェ
- マンモラ
- シデルノ